# Коледа, Мария
Мария Коледа (латыш. Marija Koleda, 3 июля 2000 года) — латвийская шашистка, специализирующаяся на международных шашках. Член сборной Латвии по шашкам Бронзовый призёр командного чемпионата  Европы в составе сб. Латвии (2016).  Серебряный призёр Кубка Литовской Федерации Шашек по международным шашкам (2015).
Проживает в Риге.
FMJD-Id: 17250.